# Mont Brome
Pour les articles homonymes, voir Brome (homonymie).
Le mont Brome, plus connu sous le nom de Bromont, est une des neuf collines Montérégiennes situées près de la ville de Montréal dans le sud-ouest du Québec.
Au pied du mont Brome se trouve la ville de Bromont.

## Géographie

### Topographie
Cette montagne est haute de 553 mètres.

### Géologie
Le mont Brome s'est formé il y a environ 125 millions d’années lors d’une intrusion souterraine de magma. Ce magma n’a pas atteint la surface terrestre et a figé en profondeur. La colline est apparue lors de l’érosion par les glaciers des roches sédimentaires avoisinantes, plus fragiles que la roche métamorphique formée par le contact du magma et de la roche sédimentaire.

## Activités
On peut y faire du vélo de montagne, du ski alpin, du golf ou se baigner au parc aquatique local.